# Квазепам
Квазепам (англ. Quazepam), який продається під торговою маркою «Дорал» — препарат з групи похідних бензодіазепіну з тривалою дією, розроблений компанією «Schering-Plough» в 1970-х роках. Квазепам використовується для лікування безсоння, включаючи індукцію та підтримку сну. Квазепам спричинює порушення рухової функції, та має відносно (і унікально) селективні снодійні та протисудомні властивості зі значно меншим потенціалом передозування, ніж інші бензодіазепіни (завдяки своїй новій селективності до підтипу рецепторів). Квазепам — ефективний снодійний засіб, який викликає та підтримує сон без порушення архітектури сну. Препарат був запатентований у 1970 році, та почав використовуватися в медицині у 1985 році.

## Медичне використання
Квазепам використовується для короткочасного лікування безсоння, пов'язаного з проблемами індукції сну або підтримки сну, і продемонстрував перевагу над іншими бензодіазепінами, зокрема темазепамом. Він мав нижчу частоту побічних ефектів, ніж темазепам, включаючи менший седативний ефект, меншу амнезію та рухові порушення. Звичайна доза становить від 7,5 до 15 мг перорально перед сном. Квазепам також ефективний як премедикація перед операцією.

## Побічні ефекти
Квазепам має менше побічних ефектів, ніж інші бензодіазепіни, та менший потенціал для виникнення толерантності та ефектів відскоку. Квазепам має значно менший потенціал для спричинення пригнічення дихання або негативного впливу на координацію рухів, ніж інші бензодіазепіни. Різний профіль побічних ефектів квазепаму може бути пов'язаний з його більш селективним профілем зв'язування з бензодіазепіновими рецепторами 1 типу, зокрема атаксія, денна сонливість, гіпокінезія, когнітивні та продуктивні порушення.
У вересні 2020 року FDA вимагало оновлення обрамленого застереження для всіх бензодіазепінових препаратів, щоб у ньому були однаково описані ризики зловживання, неправильного використання, залежності, фізичної залежності та реакцій відміни для всіх препаратів цього класу.

### Толерантність і залежність
Толерантність до квазепаму може виникати, але повільніше, ніж до інших бензодіазепінів, таких як тріазолам. Квазепам спричинює значно меншу толерантність до препарату та симптоми відміни, включаючи менше безсоння після припинення прийому, порівняно з іншими бензодіазепінами. Квазепам спричинює менше ефектів відскоку, ніж інші селективні до бензодіазепінових рецепторів типу 1 небензодіазепінові препарати, через його довший період напіввиведення. Короткодіючі снодійні засоби часто спричинюють тривогу відміни наступного дня. Квазепам, завдяки своєму фармакологічному профілю, не спричинює ефектів відміни наступного дня під час лікування. Проте неможливо зробити остаточних висновків щодо того, чи не спричинює тривале застосування квазепаму толерантність, оскільки було проведено мало, якщо такі взагалі були, довгострокових клінічних випробувань, що тривали понад 4 тижні хронічного застосування. Квазепам слід відміняти поступово, якщо його використовують понад 4 тижні, щоб уникнути ризику розвитку тяжкого синдрому відміни бензодіазепінів. Дуже високі дози квазепаму протягом тривалого часу, до 52 тижнів, у дослідженнях на тваринах викликали важкі симптоми відміни після різкого припинення, включаючи збудливість, гіперактивність, судоми та смерть двох мавп через судоми, пов'язані з відміною. Однак мавп, які отримували діазепам, померло більше. Крім того, у медичній літературі задокументовано, що один з основних метаболітів квазепаму, N-дезалкіл-2-оксоквазепам (N-дезалкілфлуразепам), який має тривалу дію та схильний до накопичення, неселективно зв'язується з бензодіазепіновими рецепторами, таким чином, квазепам може не так сильно відрізнятися фармакологічно від інших бензодіазепінів.

### Спеціальні запобіжні заходи
Бензодіазепіни потребують особливої обережності при застосовуванні під час вагітності, дітям, особам з алкогольною або наркотичною залежністю, а також особам із супутніми психічними розладами. Квазепам та його активні метаболіти виділяються у грудне молоко. У пацієнтів похилого віку може спостерігатися накопичення одного з активних метаболітів квазепаму, N-дезалкілфлуразепаму. Для осіб похилого віку може знадобитися нижча доза препарату.

### Особи похилого віку
Квазепам переноситься пацієнтами літнього віку краще порівняно з флуразепамом завдяки меншому синдрому відміни наступного дня. Однак, інше дослідження показало помітні ефекти відміни наступного дня після багаторазового введення через накопичення квазепаму та його метаболітів тривалої дії. Таким чином, медична література демонструє суперечності щодо профілю побічних ефектів квазепаму. Подальше дослідження показало значні порушення рівноваги в поєднанні з нестабільністю пози після прийому квазепаму в учасників дослідження. Широкий огляд медичної літератури щодо лікування безсоння в осіб літнього віку показав, що існують значні докази ефективності та довговічності немедикаментозних методів лікування безсоння у дорослих різного віку, і що ці втручання використовуються недостатньо. Порівняно з бензодіазепінами, включаючи квазепам, небензодіазепінові седативні та снодійні засоби, імовірно, мали мало, якщо взагалі мали, значних клінічних переваг в ефективності або переносимості в осіб літнього віку. Було виявлено, що новіші засоби з новими механізмами дії та покращеним профілем безпеки, такі як агоністи мелатоніну, є перспективними для лікування хронічного безсоння в осіб літнього віку. Тривале застосування седативних та снодійних засобів від безсоння не має доказової бази та традиційно не рекомендується з причин, що включають занепокоєння щодо таких потенційних побічних ефектів препарату, як когнітивні порушення (антероградна амнезія), денна седація, порушення координації рухів та підвищений ризик дорожньо-транспортних пригод та падінь. Крім того, ефективність та безпека тривалого застосування цих засобів ще належить визначити. Було зроблено висновок, що необхідні додаткові дослідження для оцінки довгострокових ефектів лікування та найбільш відповідної стратегії лікування осіб похилого віку з хронічним безсонням.

## Взаємодії
Швидкість всмоктування квазепаму, ймовірно, значно знижується, якщо приймати його натщесерце, що зменшує його снодійний ефект. Якщо після вживання їжі минуло 3 або більше годин, то перед прийомом квазепаму слід з'їсти трохи їжі.

## Фармакологія
Квазепам є трифторалкільним бензодіазепіном. Квазепам унікальний серед бензодіазепінів тим, що він вибірково впливає на рецептори субодиниці α1 ГАМКA-рецептора, які відповідають за індукцію сну. Його механізм дії дуже схожий на золпідем та залеплон за своєю фармакологією, і квазепам може успішно замінити золпідем та залеплон у дослідженнях на тваринах.
Квазепам є селективним для бензодіазепінових рецепторів I типу, що містять α1-субодиницю, подібно до інших препаратів, таких як залеплон та золпідем. Як наслідок, квазепам має мало або взагалі не має міорелаксантних властивостей. Більшість інших бензодіазепінів є неселективними, та зв'язуються з ГАМК-рецепторами 1 типу та ГАМК-рецепторами 2 типу. ГАМК-рецептори 1 типу включають α1-субодиницю, що містить ГАМК-рецептори, які відповідають за снодійні властивості препарату. Рецептори 2 типу включають α2-, α-3 та α5-субодиниці, які відповідають за анксіолітичну дію, амнезію та міорелаксантні властивості. Таким чином, квазепам може мати менше побічних ефектів, ніж інші бензодіазепіни, але він має дуже довгий період напіввиведення — 25 годин, що знижує його користь як снодійного засобу через ймовірний седативний ефект наступного дня. Він також має два активні метаболіти з періодами напіввиведення 28 та 79 годин. Квазепам також може спричиняти меншу толерантність до препарату, ніж інші бензодіазепіни, такі як темазепам та тріазолам, можливо, через його селективність до підтипів. Однак довший період напіввиведення квазепаму може мати перевагу у спричиненні меншої кількості рикошетного безсоння, ніж короткодіючі селективні небензодіазепіни інших підтипів. Однак один з основних метаболітів квазепаму, N-десметил-2-оксоквазепам (він же N-дезалкілфлуразепам), неселективно зв'язується з ГАМК-рецепторами як першого, так і другого типу. Метаболіт N -десметил-2-оксоквазепаму також має дуже довгий період напіввиведення і, ймовірно, сприяє фармакологічним ефектам квазепаму.

## Фармакокінетика

2-Оксоквазепам, основний активний метаболіт квазепаму

Період напіввиведення квазепаму становить 0,4 години з піком рівня в плазмі через 1,75 години. Він виводиться як нирками, так і з калом. Активними метаболітами квазепаму є 2-оксоквазепам та N-дезалкіл-2-оксоквазепам. Метаболіт N-дезалкіл-2-оксоквазепаму має лише обмежену фармакологічну активність порівняно з батьківською сполукою квазепамом та активним метаболітом 2-оксоквазепамом. Квазепам та його основний активний метаболіт 2-оксоквазепам демонструють високу селективність до ГАМКA-рецепторів типу 1. Діапазон періоду напіввиведення квазепаму становить від 27 до 41 години.

## Механізм дії
Квазепам модулює специфічні ГАМКA-рецептори через бензодіазепіновий сайт на ГАМКА-рецепторі. Ця модуляція посилює дію ГАМК, спричинюючи збільшення частоти відкриття каналу іонів хлору, що призводить до посилення припливу іонів хлору до ГАМКА-рецепторів. Квазепам, унікальний серед бензодіазепінових препаратів, вибірково впливає на бензодіазепінові рецептори 1 типу, що призводить до зменшення латентності засинання та сприяння сну. Квазепам також має деякі протисудомні властивості.

## ЕЕГ та сон
Квазепам має потужні властивості, що викликають та підтримують сон. Дослідження як на тваринах, так і на людях показали, що зміни ЕЕГ, спричинені квазепамом, нагадують нормальні режими сну, тоді як інші бензодіазепіни порушують нормальний сон. Квазепам сприяє повільному сну. Цей позитивний вплив квазепаму на архітектуру сну може бути пов'язаний з його високою селективністю до бензодіазепінових рецепторів 1 типу, що було продемонстровано в дослідженнях на тваринах та людях. Це робить квазепам унікальним у родині бензодіазепінових препаратів.

## Зловживання препаратом
Квазепам відноситься до препаратів, якими можна зловживати. Можливі два типи зловживання препаратом: або рекреаційне зловживання, коли препарат приймається для досягнення задоволення, або коли препарат продовжується довгостроково всупереч рекомендаціям лікаря.